# 生物复杂性的演变
生物复杂性的演变（evolution of biological complexity）是生物在演化过程中日益複雜化的现象，即在生物进化中一些非常复杂的生物体产生了，尽管复杂程度在生物学中很难准确定义或衡量，所以诸如基因含量、细胞类型的数量或生物形態學等属性都被提议为複雜程度的衡量标准。
许多生物学家曾经认为大部分“低等生物”（一般指体制簡單，组织及器官分化不显著，不具有脊椎的动物，如環節动物）會定向演化并且還會演化成“高等生物”（一般指体制复杂，组织及器官分化显著，并具有脊椎的动物，即脊椎动物），不過这一观点缺乏证据，現在此類生物會朝“高等生物”進化的想法现在被认为是錯誤的，因為自然选择的結果並不會讓生物朝某方向進化，生物体的複雜與否取決於自己所在的生存環境。 尽管有一些生物體在進化時复杂程度有所提高，但總體來說绝大多数的小型和简单生物体，它們的复杂程度似乎依舊相对稳定。